# ファシリティマネジメント
ファシリティ・マネジメント（Facility management、又はFacilities Management 略称：FM）は、アメリカで生まれた新しい経営管理方式。国際規格としては、2018年4月23日にISO 41001が国際標準化機構より発行された。
ISOの定義ではファシリティマネジメント（FM）とは、「企業・団体等が組織活動のために、施設とその環境を総合的に企画、管理、活用する経営活動」をいう。
直訳すると「施設管理」になるが、従来の「施設管理」の概念では施設は使用できる状態になっているのが当然と考えられ、故障や事故などの発生が視野に入れられていないなど問題があった。このように従来の施設管理とファシリティマネジメントの違いも指摘されている。

## 概要
ファシリティマネジメント（Facility Management）は第二次世界大戦後のアメリカ合衆国で新たな経営手段として開発された手法である。
ファシリティとは、原義では機関、利便、設備、（病院、水道、図書館、工場などの）施設をいう。しかし、ファシリティ・マネジメントで言うファシリティは広い意味で、企業や団体等の組織体が事業活動を展開する為に使用する施設及び利用する人の環境をすべて含む。したがって、ファシリティマネジメントの対象は固定資産としての施設だけでなく、それによって作られる職場環境なども含まれる。
ファシリティマネジメントのサービス（FMサービス）には、ハード面（建物構造、空調、エレベータ/エスカレータ、電気・照明、配管・排水、火災安全システムなど）とソフト面（清掃、廃棄物管理、セキュリティ、警備、植栽、ヘルプデスクなど）がある。

### 多義性
ファシリティマネジメントに関する定義は必ずしも明確になっておらず、各機関により複数の定義が存在している。その背景には、1.業種によって施設の種類が多種多様であること、2．組織体により施設の所有形態が異なること、3.施設をマネジメントする業務内容は多岐にわたり異なる分野の専門家が携わるため煩雑であること、4.企業によってファシリティマネジメントの業務内容や範囲、組織が異なること、5.ファシリティマネジメントへの関わり方や捉え方が立場や関心のある分野により異なることなどが挙げられている。

### 各団体におけるファシリティマネジメントの定義
- ISO41001（国際標準化機構）の定義
ファシリティマネジメント（FM）とは、「企業・団体等が組織活動のために、施設とその環境を総合的に企画、管理、活用する経営活動」。
- ジャフマ（JFMA；日本ファシリティマネジメント協会）の定義
「ファシリティマネジメントとは、社会の変化と新しい企業環境に対応して、経営的視点に立って建築等の施設類を有効・適切に計画・整備・運営・管理し、ダイナミックな企業活動の展開に貢献する全体的な取組み。」これをシステマティックに科学的手法によって実践するところに特徴がある。この定義では企業にとってFMとは何かが簡潔に要約されている。
- イフマ（IFMA；国際ファシリティマネジメント協会）の定義
「ファシリティマネジメントとは、効率的な執務環境を提供するために、実証された管理業務と最新の技術知識を結び付けることであり、生産性の高い執務環境を計画、提供し、管理する経営活動である」。この定義ではFMの目的と機能が明快にされている。
- ファシリティマネジメント推進連絡協議会の定義
「ファシリティマネジメントとは、企業・団体などの全施設および環境を経営的視点から総合的に企画、管理、活用する経営管理活動」とされている。
- アメリカ国会図書館の定義
「ファシリティマネジメントとは、物理的なワークプレイスを組織で働く人、そこで行われる業務と調整する活動であり、経営管理学・建築学・行動科学・工学の原理を統合することである」。この定義ではFMの対象と背景となる知識範囲が明示されている。
- NEFMA（The Netherlands Facility Management Association：オランダ）
「大きく変化する社会環境の目的を効果的、効率的、弾力的に進展するために、建物、サービス、それらの付属物（家具等）を総合的に計画し、実施すること。」とされている。
- 国土交通省の定義
「（官庁施設の）ファシリティマネジメントとは官庁施設のストック全体としての質が最適となるよう、既存の施設を有効活用しつつ、複数の官庁施設を群として捉えた施設計画の策定等により、総合的に企画・管理し、整備・活用する手法とされている。
- 建設省FM研究委員会（基本検討部会案）
「施設の総合的・戦略的な企画・運営を通じて、経営者・施設の使用者の諸要求を社会的・文化的な資産の整備へと結び付けていく手法・技術である。」とされている。
- Jefferey M. Hamer著「ファシリティマネジメント」
「組織のために物理的スペースとサービスを適切に提供するため、計画し、実行し、保守し、会計計算をし、同時に関係する全体の費用を減らすプロセス。」とされている。

## 従来の施設管理との比較
管理の性格
従来の施設管理が現場管理的であったのに対し、ファシリティマネジメントは経営戦略的に決定される。
活動の目的
従来の施設管理は維持保全が目的であったのに対し、ファシリティマネジメントは運営の最適化や改革を目的としている。
管理の視点
従来の施設管理は問題施設に視点があったのに対し、ファシリティマネジメントでは全固定資産に視点を置いている。
対象時点
従来の施設管理は保有施設の現状を対象としていたのに対し、ファシリティマネジメントでは施設のライフサイクルや将来の施設の在り方も対象としている。
関連知識・技術
従来の施設管理では知識や技術が建築・不動産関係に限られていたのに対し、ファシリティマネジメントでは建築や不動産だけでなく、経営、財務、心理、環境、情報関連などの知識や技術も含む。
担当組織
従来の施設管理では総務や施設など単一の担当組織で扱われていたが、ファシリティマネジメントでは部門横断的に扱われる。

## ファシリティマネジメントの歴史
ファシリティマネジメントは第二次世界大戦後のアメリカ合衆国で誕生したが、戦後の経済復興や経済発展では施設の新設・拡大・改修が繰り返された一方、その後のオイルショックから不況期になると施設の縮小・処分・模様替えが盛んになり、景気変動によって生じる無駄な経費が問題になった。
ファシリティマネジメントは産業構造の変化や情報化への寄与も指摘されている。

### 目的
ファシリティマネジメントの目的は次のような点にある。
- 環境の向上
  - 快適な環境、円滑なコミュニケーション、プライバシーの確保などのための整備[2]。
- 生産性の向上
  - 企業環境の変化に対応するための改築、模様替え、OA化[2]。
- 施設関連経費の削減
  - 郊外への移転、サテライトオフィスやフリ－アドレス方式などの採用[2]。
- 資産の有効活用
  - 低利用の施設や土地の再開発など[2]。
- 企業イメージの向上
  - 施設や設備は企業のCI（コーポレートアイデンティティ）を示すものでリクルートなどへの影響も大きい[2]。

### 地域別の発展
ファシリティマネジメントの発展に関しては、地域による違いが指摘されており、米国では組織内・社内・企業内などのインハウスを主体とするディマンド組織向けのファシリティマネジメント、欧州ではアウトソーシングビジネスとしてサービスプロバイダー向けのファシリティマネジメント、日本では民間・公共向けのファシリティマネジメントを中心に発展した。
欧米のケースを見ると、FMは施設の計画や管理を中心にしたハード主体から、ユーザーへのサービスを主体としたものに移行してきている。たとえば、アメリカに本部を置くFM団体であるIFMA（International Facility Management Association）が、アメリカとカナダのファシリティマネジャー約4000人に行った調査では、4割は大学などでビジネス系の勉強をしてきた人たちであり、インテリアや建築関係は3割以下と、むしろ少数派だった。

## ファシリティマネジメントの国際規格
ファシリティマネジメントシステム（FMS）に関する国際規格として、ISO 41001シリーズがある。
構成は下記のとおりである。
- ISO 41001：FM要求事項及び利用の手引き
- ISO 41011：FM‐用語
- ISO 41012：FM‐戦略的ソーシング及び合意形成の手引き

国際規格の発行では、2012年に19か国でISO TC267が発足した。そして、2017年にまずISO 41011とISO 41012が発行され、2018年にISO 41001が発行された。
FMS規格適用のメリットとしては、労働生産性・安全衛生及びウェルビーイングの改善、公共セクターと民間セクターの組織間でのFMSに関するコミュニケーションの改善（用語の混乱や誤解の解決）、効率性と有効性の改善、サービス提供の首尾一貫性の向上、あらゆるタイプの組織に共通のプラットフォームの提供などが挙げられる。

## 公共施設マネジメント

### 英国におけるファシリティマネジメント
イギリスの公共施設マネジメントには、民間企業による「アウトソーシング」モデル（官民連携ビジネスモデル）や市民による「インソーシング」モデル（ソーシャルビジネスモデル）がある。

#### アウトソーシングモデル
アウトソーシングモデル（官民連携ビジネスモデル）の例としてリバプール市が挙げられている。
2014年のリバプール創生の投資計画の基本方針では、民活による財源確保と運営協力、学校の自主管理、中央図書館の民営化が挙げられている。学校の自主管理については、行政（Loacal Authority）が開発する一方でメンテナンスは自己財源としており、3３カ年計画で30の学校を統廃合する計画が立てられた。中央図書館の民営化については、市の図書館の約50%を廃止して26の図書館に集約したうえでPFIのスキームを導入することになり、中央図書館は代表的なPFIプロジェクトとして民間企業による改修を実施することになった。

#### インソーシングモデル
インソーシングモデル（ソーシャルビジネスモデル）の例としてマンチェスター市が挙げられている。
マンチェスター市の基本方針では、自主財源確保とボランタリーセクター（慈善組織、NPO法人等）を利用したファシリティマネジメント（FM）の協力運営体制、中央図書館の大規模改修、文化関連施設（アートセンター等）の資産権利移転や運営委託、大学とのパートナーシップ、保育園の運営などの方針が定められた。市立学校の運営については非営利のボランタリーセクター（日本の第三セクターと異なる）の協力を得ながら実施することとされた。また、文化関連施設（アートセンター等）については、資産権利を信託会社に移転し、運営をボランタリーセクターに委託することになった。保育園（childcare market）については民間と寄付団体との協業で運営することになった。

### 日本におけるファシリティマネジメント

#### 国土交通省
社会資本整備審議会建築分科会においては、2006年に官公庁施設部会が設置され、国家機関の建築物の現状と課題、今後の施策展開の方向性等について議論が行われた。その結果、建議「国家機関の建築物を良質なストックとして整備・活用するための官庁営繕行政のあり方について」としてまとまり、その中に於いてファシリティマネジメントを実施すべきであるとされている。

#### 財務省
財務省では、「新成長戦略」（平成22年6月18日、閣議決定）の検討にあわせ、未利用国有地等の国有財産について、地域や社会のニーズに対応して積極的に活用することを検討してきた。その検討結果を「新成長戦略における国有財産の有効活用について」として公表した。その中には「社会資本ストックの戦略的維持管理・緑の都市化への貢献」としてファシリティマネジメントを取り入れると明記されている。

#### 都道府県
- 京都府

府有財産戦略活用推進本部設置要綱として平成20年4月1日から施行した。府民サービスの最大化を目指すという経営的視点でファシリティマネジメント手法を取り入れている。
- 大阪府

府有施設の資産活用として、府有建築物のファシリティマネジメント推進に向けた検討。
- 北海道

北海道のファシリティマネジメント（FM）のページを北海道の総務部総務課が作成。
- 青森県

青森県では平成16年からFMに取り組んでおり、2008年には、第2回日本ファシリティマネジメント大賞を受賞した。
- 神奈川県

神奈川県では経営的な視点で全ての県有地・県有施設を総合的に企画、管理、活用する「ファシリティマネジメント」を重視した取組を行うため「神奈川県ファシリティマネジメント推進方針」を策定した。
- 福島県

平成20年に財産管理課（財産活用担当）を設置し、「福島県県有財産最適活用計画」を策定した。
- 三重県

三重県では、FMを意識したオフィス改善を行い、メディアにも取り上げられた。
- 長崎県

平成22年5月に長崎県ファシリティマネジメント導入基本方針を策定した。

#### 市町村
- 千葉県佐倉市

佐倉市では建築指導課が中心となり、佐倉市ファシリティマネジメント推進基本方針を定めた。
- 東京都三鷹市

三鷹市では平成20年度の市の予算案における「未来への投資」の基本のひとつに「『都市再生に向けたビジョン』の明確化と『ファシリティ・マネジメントの推進』」が盛り込まれた。平成20年3月には、「三鷹市におけるファシリティ・マネジメントの推進に関する基本的方向」を策定し、ファシリティ・マネジメントの推進体制や組織改正のあり方、公共施設の耐震化等の推進や公共施設の整備・再配置の方向性などについて、今後の方向性のとりまとめを行った。
- 大阪府大阪市

大阪市では市都市整備局公共建築部ファシリティマネジメント担当が中心となり、市設建築物のファシリティマネジメントを推進している。
- 兵庫県神戸市

神戸市では行財政局にファシリティマネジメント推進担当主幹を新設し、市が所有している施設の最適な管理と保全整備を進めている。
- 千葉県流山市

流山市では、保有する500棟以上の建築物を財産として捉え、このポテンシャルを市政経営に活用するため、ファシリティマネジメントを推進してる。
- 千葉県山武市

山武市では行政改革行動計画としてファシリティマネジメントの導入を掲げている。
- 愛知県北名古屋市

北名古屋市では公共施設管理運営の見直し方針としてファシリティマネジメントの導入を掲げている。
- 岡山県倉敷市

民間企業出身者を中心に「初めに実践ありき」の思想でＦＭに取組んでいる。

## 民間企業マネジメント

### デマンド組織とFM組織
ファシリティマネジメントに関連する組織には、その発注者となるデマンド組織（経営企画部など）と、発注者の示した経営戦略に基づいてファシリティの企画・管理・活用を実践するFM組織（総務部や子会社、外部のサービス提供会社など）がある。ISOやこれを基に制定されているJISの規格では、FM組織が実行するマネジメントシステム（FMシステム）が満たすべき事項が要求事項として定められている。

### 経営資源としてのファシリティ
企業の経営資源といえば、ひと昔前は、「ヒト・モノ・カネ」すなわち、人材、資材、資金の3つが代表的ものだった。現在では、人材、資金、技術、情報、そしてファシリティが企業活動に不可欠の経営資源だといわれている。ファシリティとは、企業、団体など組織体が事業活動を展開するために自ら使用する施設（土地・建物・各種設備）および利用する人の環境（執務空間・居住空間、地域環境など）を包含したものである。
- ファシリティマネジメントの目的と遂行
  - 経営資源としてのファシリティの有効活用
  - 戦略・計画からプロジェクト管理、運営維持、その評価による戦略・計画へのフィードバックというＦＭ業務そのものの効率的な運用
  - ファシリティ利用者の満足を高め、知的生産性を向上する
  - 経営と、経営資源であるファシリティとを結びつける
  - 戦略・計画→プロジェクト管理→運営維持→評価→戦略・計画というＦＭ業務の管理サイクルを回す
  - ビジネス活動にふさわしいファシリティを提供する

また、FM業務は、経営を軸とする資産管理や財務評価、生産性向上など戦略的分野と、ファシリティを快適かつ効率的に計画・建設・運営維持するためのエンジニアリング分野、ならびにセキュリティや清掃やケイタリングといったサービス分野を総合的にカバーするもので、多様で幅広い諸分野の業務を総合的に管理することにより、経営の効率化に大きく貢献する。

## ファシリティマネジメントに関する組織・資格

### ファシリティマネジメントに関する組織
世界的なファシリティマネジメント団体（FM団体）はIFMA（本部：アメリカ）など約10組織ある。日本にはJFMAがあり、経済産業省系のニューオフィス推進協議会（NOPA）と国土交通省系の建築・設備維持保全推進協会（BELCA）を中心に組織されている。

### ファシリティマネジメントに関する資格
ファシリティマネジメントに関連する資格は数多く、主要なものだけでも40種類程度あるとされる。
- 認定ファシリティマネジャー

認定ファシリティマネジャー（にんていファシリティマネジャー、Certified Facility Manager of Japan）とは、ファシリティマネジャー資格試験に合格し、登録を受けた者の称号である。ファシリティマネジメントに必要な専門知識、能力を持つ事を証明する。単にファシリティマネジャー、又は認定ファシリティマネージャー、ファシリティマネージャーとも呼ばれる。
日本で資格を得る事により、国際資格であるCFM（Certified Facility Manager）を取得する事も可能になっている。
- 不動産証券化協会認定マスター

不動産証券化協会認定マスター（ふどうさんしょうけんかきょうかいにんていますたー）資格制度は、不動産証券化の専門家にふさわしい知識とスキルを体系的に習得する教育プログラム。社団法人不動産証券化協会が実施している。
- 建築物環境衛生管理技術者

建築物環境衛生管理技術者（けんちくぶつかんきょうえいせいかんりぎじゅつしゃ）とは、建築物の環境衛生の維持管理に関する監督等を行う国家資格である。通称ビル管理技術者と呼ばれる。